# آبیلس
آبیلس دهستانی در استان آستوریاس اسپانیا است.
در این دهستان ۸۳٬۵۱۱ نفر زندگی می‌کنند.مساحت این دهستان ۲۶٫۸۱ کیلومتر مربع است.